# 카피머신
카피머신(영어: Copy Machine)은 대한민국의 록 밴드이다.

## 결성
레이지본으로 알려졌던 이들 중 노진우를 제외한 나머지 보컬 준다이, 베이스 경순, 키보드 문용, 드럼 해원은 계속 스카펑크의 색깔을 이어가고자 바뀐 색깔의 레이지본을 탈퇴하고 새로운 팀을 결성했는데, 그것이 카피머신의 시작이다.

## 구성원
- 준다이 (이준원) - 보컬
- 임준규 - 기타
- 정호준 - 기타
- 정태준 - 베이스
- 김단 - 키보드
- 김승준 - 드럼

### 이전 구성원
- 방주원 - 베이스
- 김문용 - 키보디스트 및 작곡가
- 김주연 - 드럼

## 음반

### 정규 앨범
- 오키도키 (2007년)
- Merry Go Round (2011년)

### 싱글
- Copy Machine (2006년)
- 로데오 (Rodeo) (2010년)
- SUMMER MAGIC (2012년)